# Тражење пријатеља за смак света
Тражење пријатеља за смак света (енгл. Seeking a Friend for the End of the World) амерички је филм из 2012. редитељке и сценаристкиње Лорин Скафарије у коме главне улоге тумаче Стив Карел и Кира Најтли.

## Улоге
| Глумац           | Улога          |
| ---------------- | -------------- |
| Стив Карел       | Доџ Питерсен   |
| Кира Најтли      | Пени Локхарт   |
| Вилијам Питерсен | Глен           |
| Мелани Лински    | Карен Амалфи   |
| Адам Броди       | Овен           |
| Тонита Кастро    | Елса           |
| Марк Мозиз       | спикер         |
| Дерек Лук        | Алан Спек      |
| Кони Бритон      | Дајана         |
| Патон Озволт     | Роуч           |
| Роб Кодри        | Ворен          |
| Роб Хјубел       | Џереми         |
| Џилијан Џејкобс  | Кејти          |
| Ти Џеј Милер     | Дарси          |
| Ејми Шумер       | Лејси          |
| Џим О'Хир        | шериф          |
| Мартин Шин       | Френк Питерсен |
| Ненси Карел      | Линда Питерсен |
| Роџер Арон Браун | Алфред         |